# سنگدانه (سرده)
سنگدانه (نام علمی: Lithospermum) نام یک سرده از تیره گاوزبانیان است.
این گونه تقریبا در همه جای جهان توزیع شده اما اکثر آنها بومی آمریکا هستند و مرکز تنوع آنها در جنوب غربی ایالات متحده آمریکا و مکزیک است.
بعضی گونه ها مانند سنگدانه خودرو گاهی اوقات در تیره گاوزبانیان طبقه بندی میشوند، اما این گونه توسط آثار مانند گیاهان چین علاوه بر این،مطالعات ملکولی ۲۰۱۰ نشان داد که این گونه باید در سنگدانه گنجانده شود.